# Tvättkorg

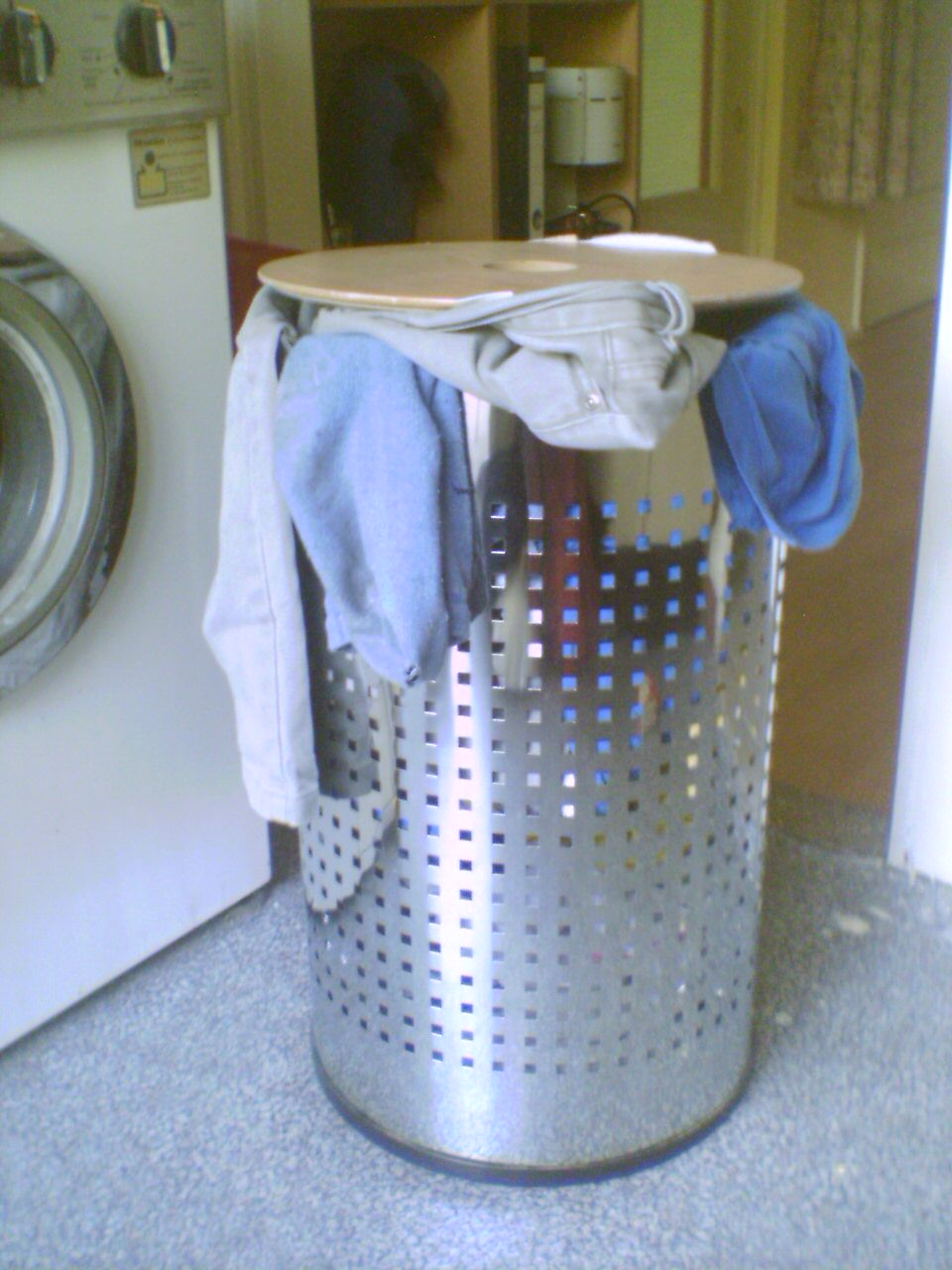
En fylld tvättkorg i stål.

Tvättkorg är en behållare avsedd för förvaring och/eller transport av tvätt. Klassiska tvättkorgar består av flätad rotting eller bambu. Moderna tvättkorgar kan även vara tillverkade i plast, trä, stål och andra material. Utformningen varierar, men tvättkorgar brukar ha hål som släpper igenom luft, och någon form av bärhandtag. Större tvättkorgar brukar även ha öppningsbart eller löstagbart lock.